# Johan Price-Pejtersen
Johan Price-Pejtersen (* 26. Mai 1999 in Frederiksberg) ist ein dänischer Radrennfahrer. Er gilt als guter Zeitfahrer.

## Sportlicher Werdegang
Noch als Junior wurde Price-Pejtersen 2016 Dänischer Meister in der Mannschaftsverfolgung, ein Jahr später wurde er bei den UCI-Bahn-Weltmeisterschaften der Junioren 2017 Junioren-Weltmeister in der Einerverfolgung und Vizeweltmeister in der Mannschaftsverfolgung.
Nach dem Wechsel in die U23 wurde Price-Pejtersen Mitglied im UCI Continental Team ColoQuick. Sein erster internationaler Erfolg auf der Straße war der Gewinn des Einzelzeitfahrens bei der Olympia’s Tour 2018. 2019 wurde er im Alter von 20 Jahren Europameister und Dänischer Meister im Einzelzeitfahren der U23.
Im August 2020 erhielt Price-Pejtersen einen Vertrag beim Uno-X Pro Cycling Team bis zur Saison 2022. 2021 fuhr er vorrangig für die Nationalmannschaft im UCI Nations’ Cup U23. Bei den UEC-Straßen-Europameisterschaften 2021 konnte er den Titelgewinn im Einzelzeitfahren der U23 wiederholen. Zwei Wochen danach gewann er bei den UCI-Straßen-Weltmeisterschaften 2021 auch den U23-Weltmeistertitel im Einzelzeitfahren.
Nach seinen Erfolgen wechselte Price-Pejtersen bereits zur Saison 2022 vorzeitig in die UCI WorldTour zum Team Bahrain Victorious. In den drei Jahren im Team kam er bei verschiedenen Einzelzeitfahren unter die Top 10, der internationale Durchbruch gelang ihm jedoch bisher nicht. 2024 kam Price-Pejtersen bei den dänischen Meisterschaften im Einzelzeitfahren eine Sekunde vor Mattias Skjelmose Jensen als Schnellster in Ziel, wurde aber zunächst disqualifiziert, da er einen kurzen Teil der Strecke auf dem Radweg neben der Straße gefahren war. Mehrere Monate später wurde die Disqualifikation rückgängig gemacht, und Price-Pejtersen galt doch noch als dänischer Meister.
Zur Saison 2025 wechselte  Price-Pejtersen zum Team Alpecin-Deceuninck.

## Erfolge

### Straße
2018
- eine Etappe Olympia’s Tour

2019
- Europameister – Einzelzeitfahren (U23)
- Dänischer Meister – Einzelzeitfahren (U23)

2021
- Weltmeister – Einzelzeitfahren (U23)
- Europameister – Einzelzeitfahren (U23)
- Dänischer Meister – Einzelzeitfahren (U23)

2024
- Dänischer Meister – Einzelzeitfahren

### Bahn
2016
- Dänischer Meister – Mannschaftsverfolgung

2017
- Weltmeister – Einerverfolgung (Junioren)
- Weltmeisterschaften – Mannschaftsverfolgung (Junioren)